# Antonio Herrera Toro
Antonio Herrera Toro, pseudonim „Santoro” (ur. 16 stycznia 1857 w Valencia, w stanie Carabobo, zm. 26 czerwca 1914 w Caracas) – wenezuelski malarz, dziennikarz, krytyk sztuki, pedagog.

## Życiorys

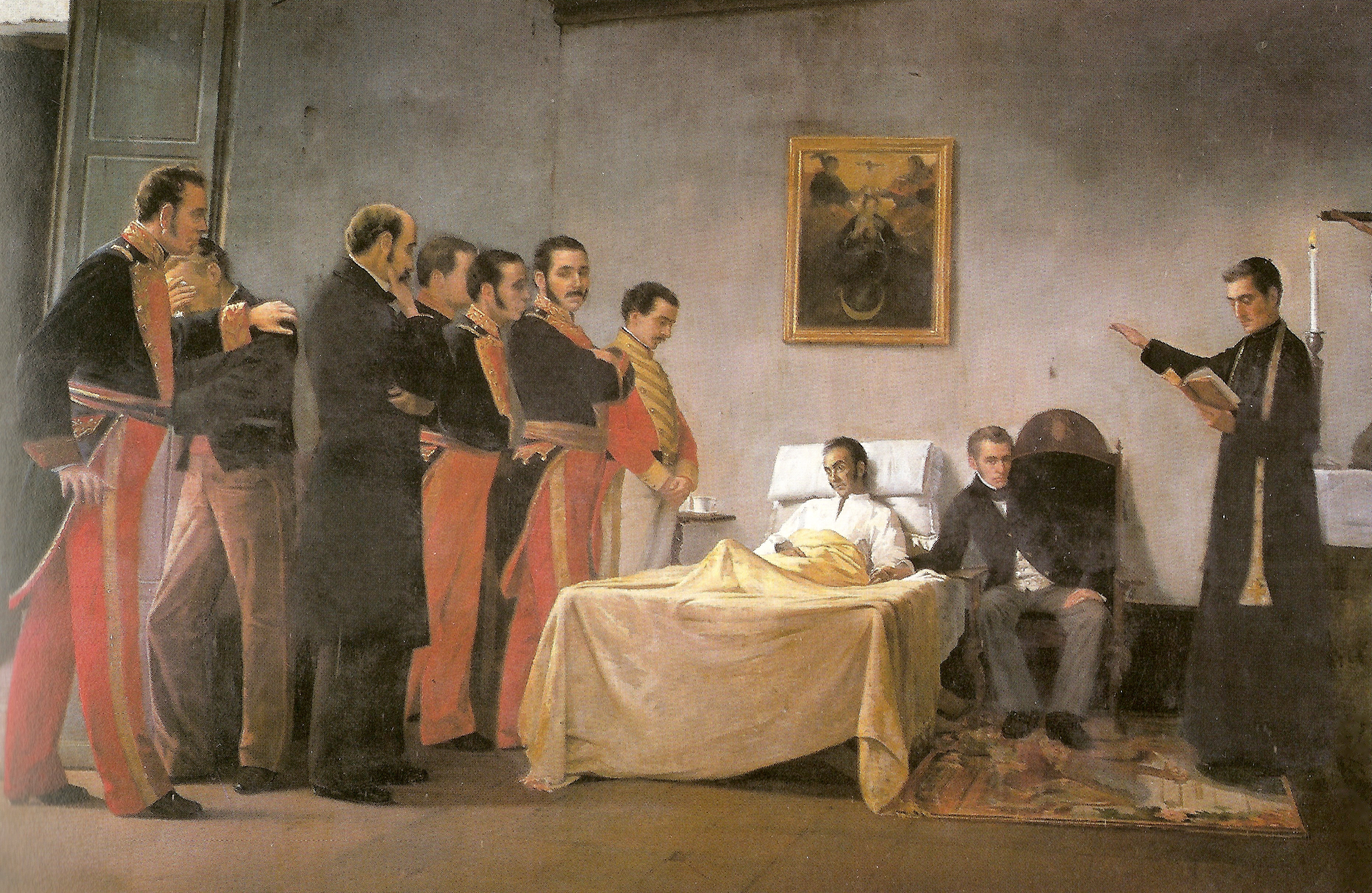
La muerte de Libertador (1883)

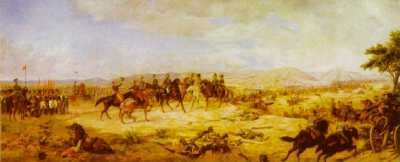
La Batalla de Ayacucho (1890)

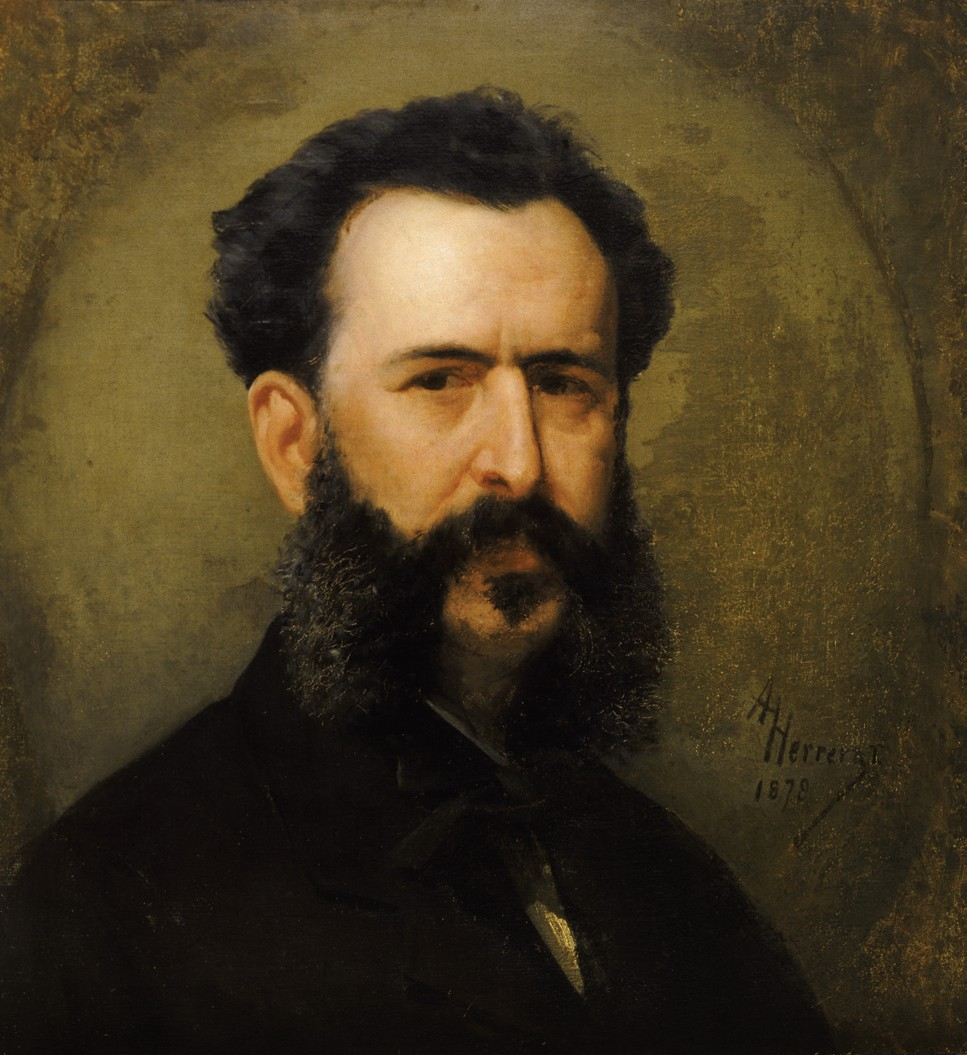
Martín Tovar y Tovar (1878)

Antonio Herrera Toro był synem prawnika Juana José Herrery i Teresy Rodríguez del Toro. Edukację rozpoczął w szkole La Viñeta, gdzie nauczycielem był niemiecki uczony Adolf Ernst. W 1869 rozpoczął studia artystyczne pod kierunkiem Martína Tovara y Tovara. Pięć lat później zapisał się do Academia de Bellas Artes w Caracas, gdzie uczył się u José Manuela Maucó i hiszpańskiego naukowca Miguela Navarro Cañizaresa.
W 1872 namalował Alegoría de la batalla de Araure, a w 1873 portret prezydenta Wenezueli Antonio Guzmána Blanco. W 1875 otrzymał stypendium rządowe, które pozwoliło mu studiować w Paryżu i Rzymie. Powrócił w 1881 ze szkicami Najświętszej Maryi Panny, które wykonał na zlecenie José Ponte, arcybiskupa Caracas, w celu wykonania malowideł ściennych w katedrze w Caracas. Herrera namalował je wspólnie z Cristóbalem Rojasem.
W 1883 z okazji setnych urodzin Simona Bolívara namalował La muerte del Libertador, obraz przedstawiający Bolívara na łożu śmierci. W następnym roku pojechał do Peru, aby wykonać szkice miejsc bitew pod Junina i Ayacucho do obrazów, których wykonanie rząd powierzył Tovarowi. W wyniku śmierci mistrza Herrera sam musiał dokończyć La Batalla de Ayacucho (1890).
Po powrocie z Peru poświęcił się malowaniu portretów i realizacji dzieł takich jak La Caridad (1886) i La muerte de Ricaurte en San Mateo (1889). Zajął się też dziennikarstwem, podpisując się pod artykułami pseudonimem „Santoro”. Współpracował z pismem El Cojo Ilustrado i został założycielem gazety El Granuja.
W 1892 został dyrektorem Edificios y Ornato, a w 1908 dyrektorem Academia Nacional de Bellas Artes. W tym okresie musiał zmierzyć się z niezadowoleniem dużej grupy studentów, którzy domagali się zmian w orientacji i nauczania sztuk plastycznych. Ruch ten miał wpływ na powołanie Círculo de Bellas Artes. W 1911 wraz z Pedro Arismendim Brito napisał regulamin i program nauczania w Instituto Nacional de Bellas Artes, który obejmował sekcję malarstwa i rzeźby oraz inną sekcję muzyki i deklamacji. W tym samym roku, pod presją młodych artystów, złożył rezygnację ze stanowiska dyrektora Academia Nacional de Bellas Artes. Mimo protestów studentów rząd nie przyjął rezygnacji i Herrera pozostał w swoim biurze do śmierci w 1914.

## Wybrane prace
- Martín Tovar y Tovar (1878)
- Autorretrato (1880)
- La Romana (1880)
- Asunción de la Virgen (1881)
- La muerte de Libertador (1883)
- La caridad (1886)
- La muerte de Ricaurte en San Mateo (1889)
- Retrato de Mujer (1889)
- Retrato del Presidente Raimundo Andueza Palacio (1890)
- Autorretrato de pie (1895)
- Don Arístides Rojas (1895)
- Retrato del licenciado Miguel José Sanz (1896)
- Retrato de Fermín Toro (1897)
- Retrato del Presidente Cipriano Castro (1902)
- La Batalla de Ayacucho (1890)
- La Batalla de Junín (1904)
- Margarita Poleo de Chataing (1907)

## Galeria

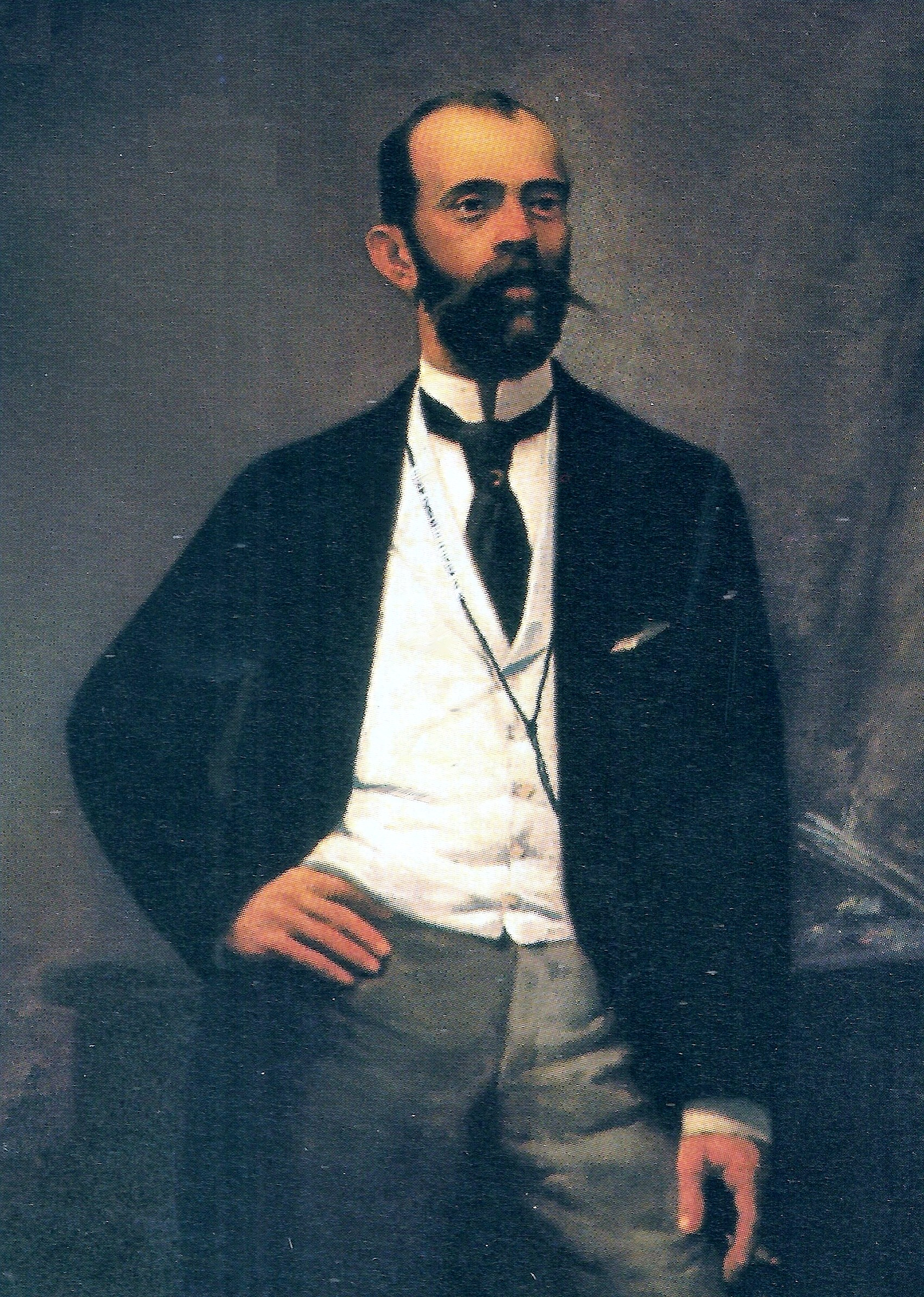
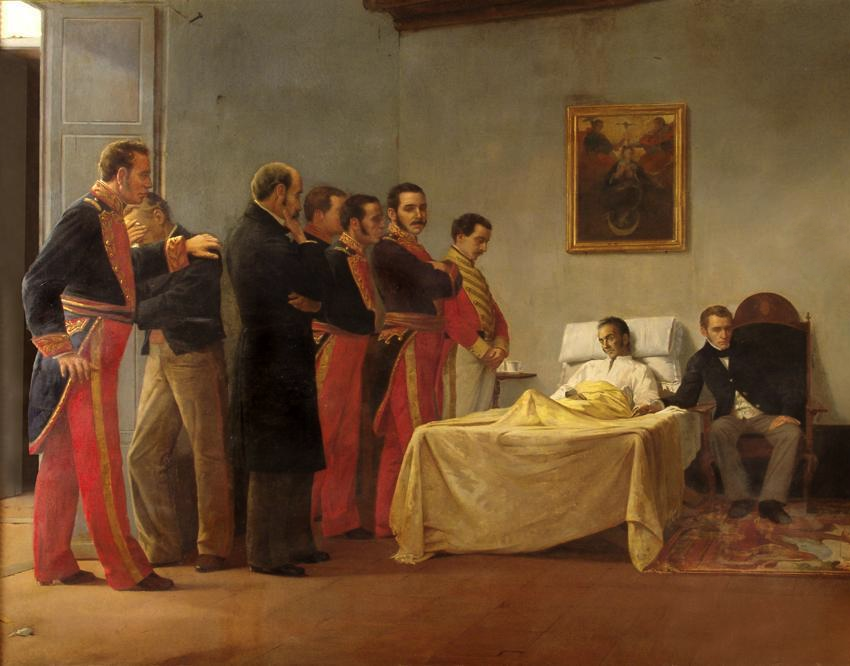
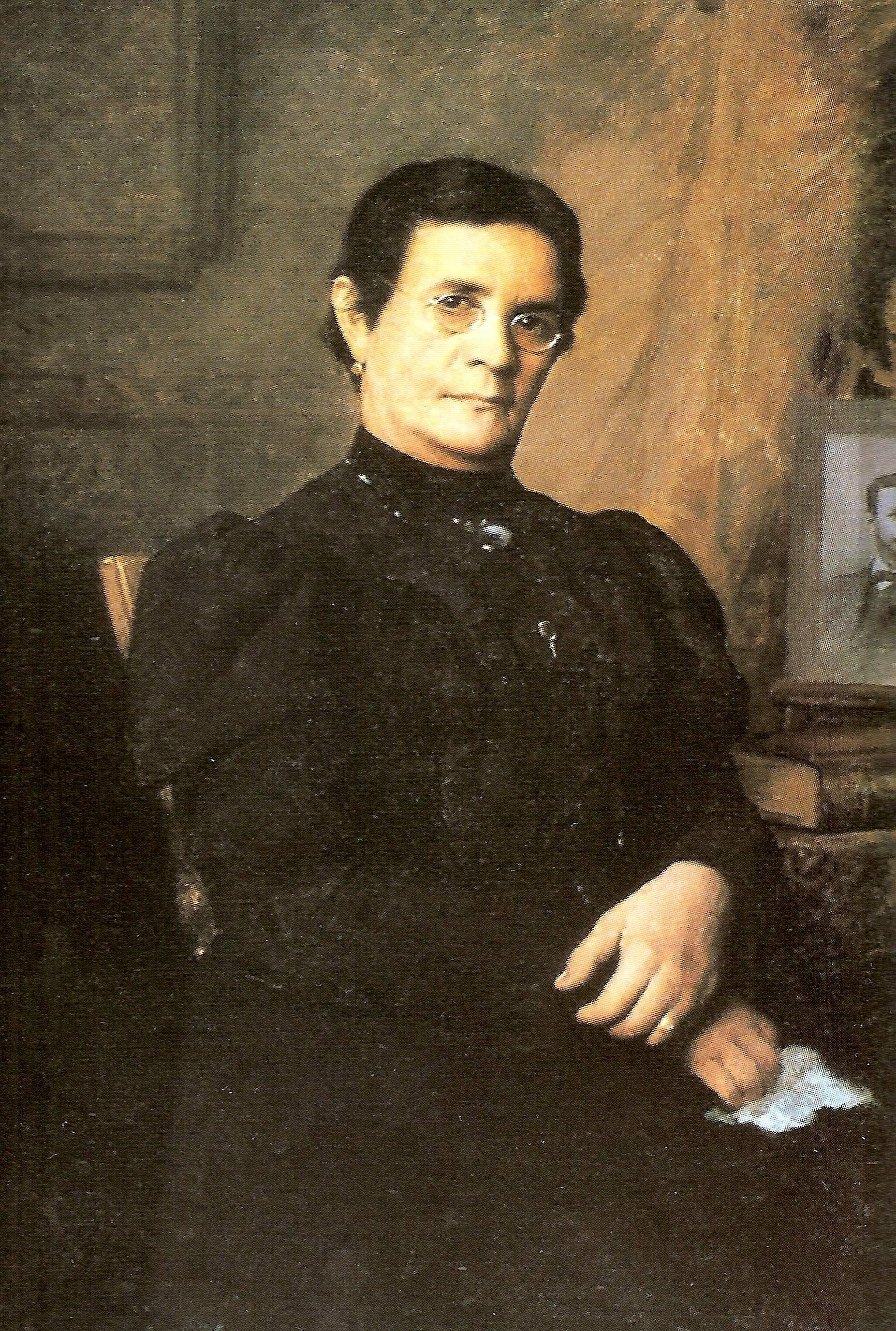
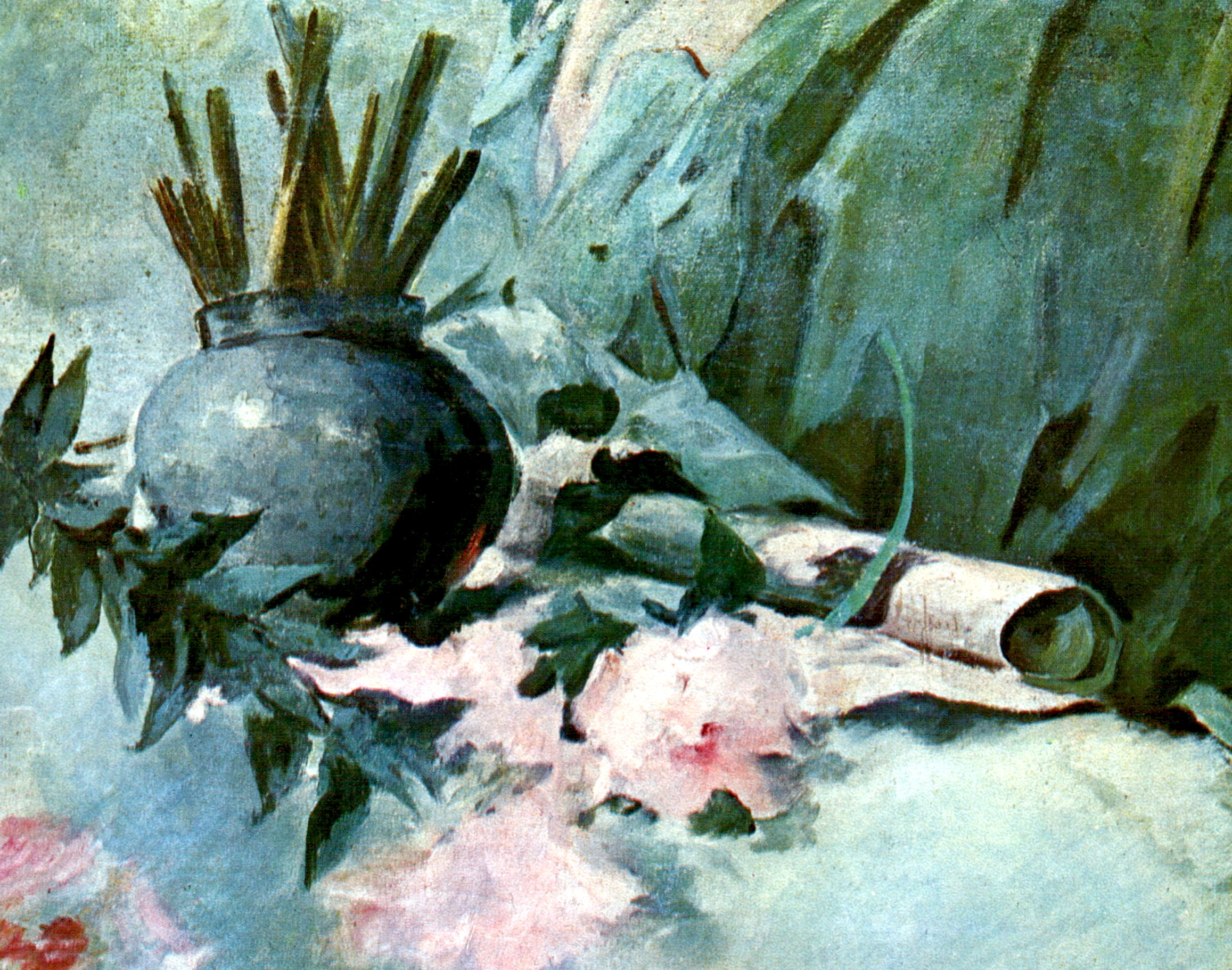
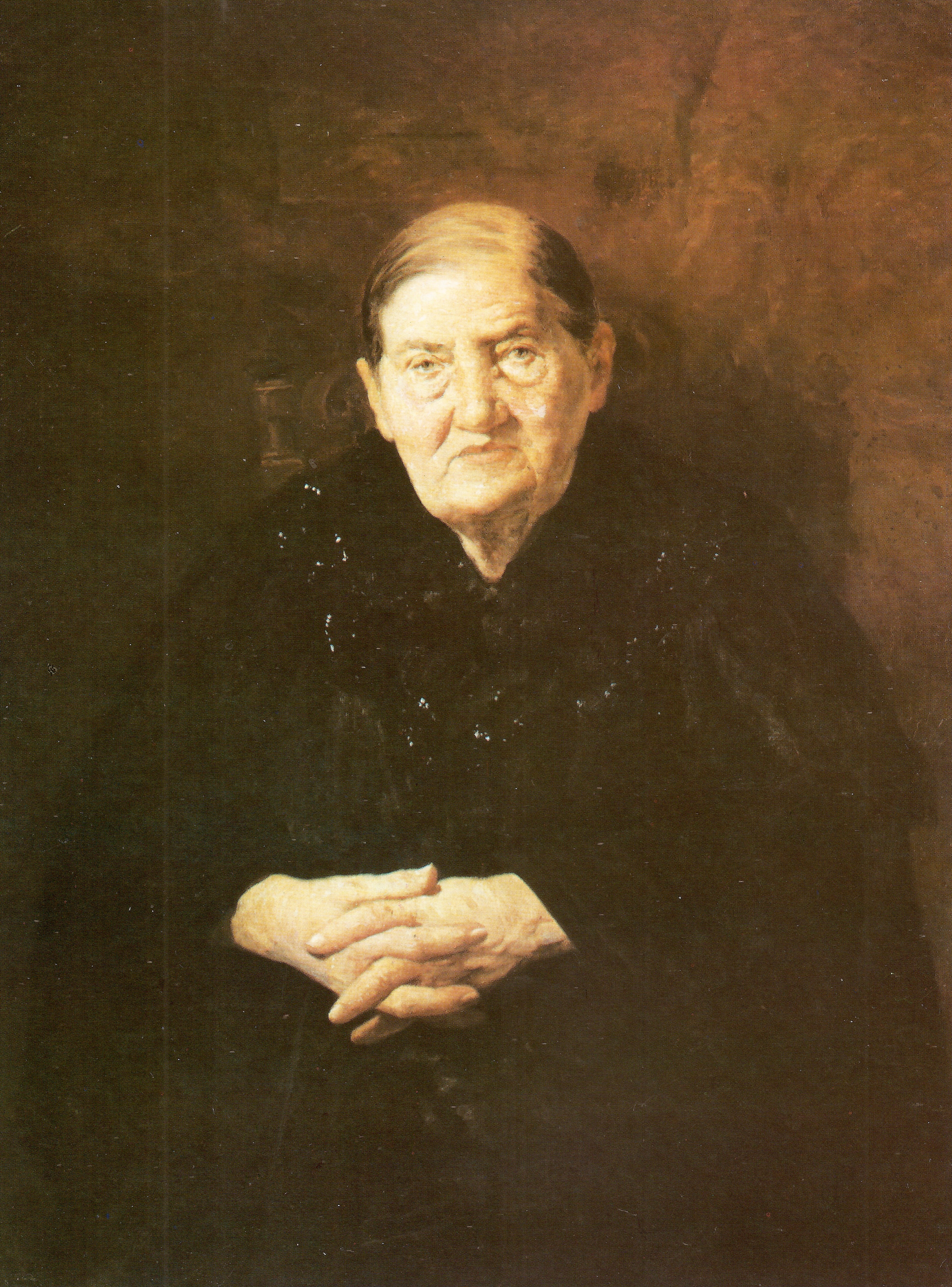
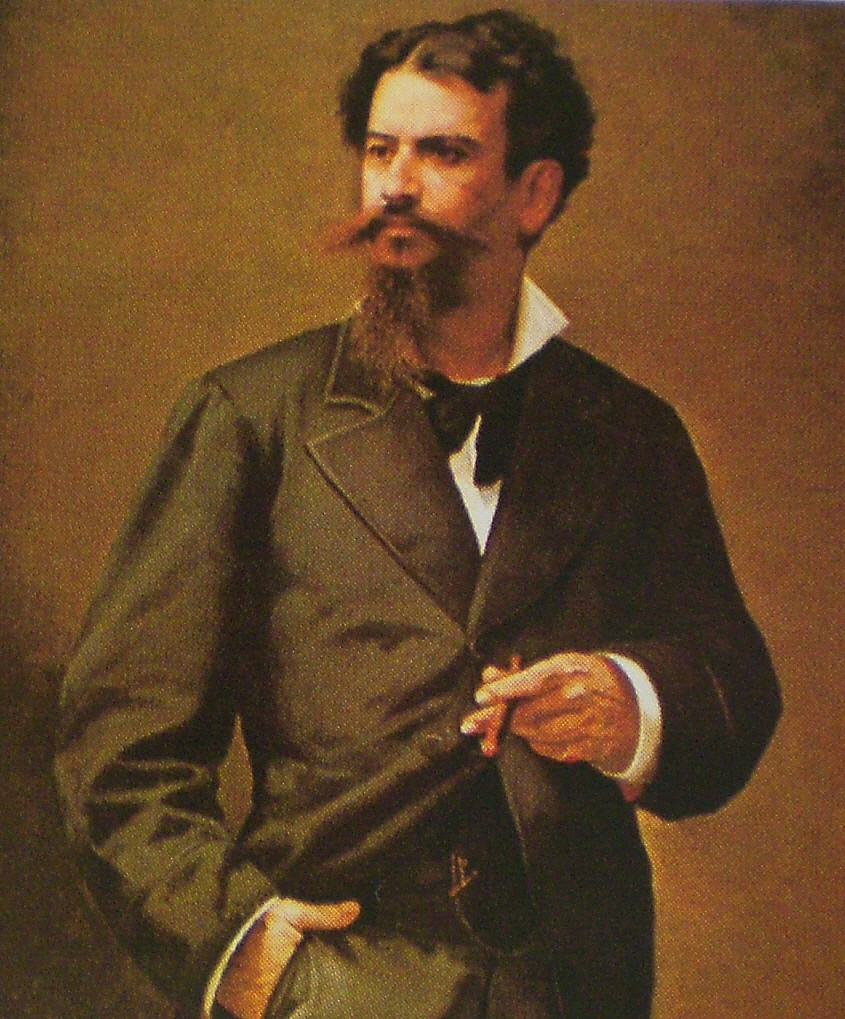
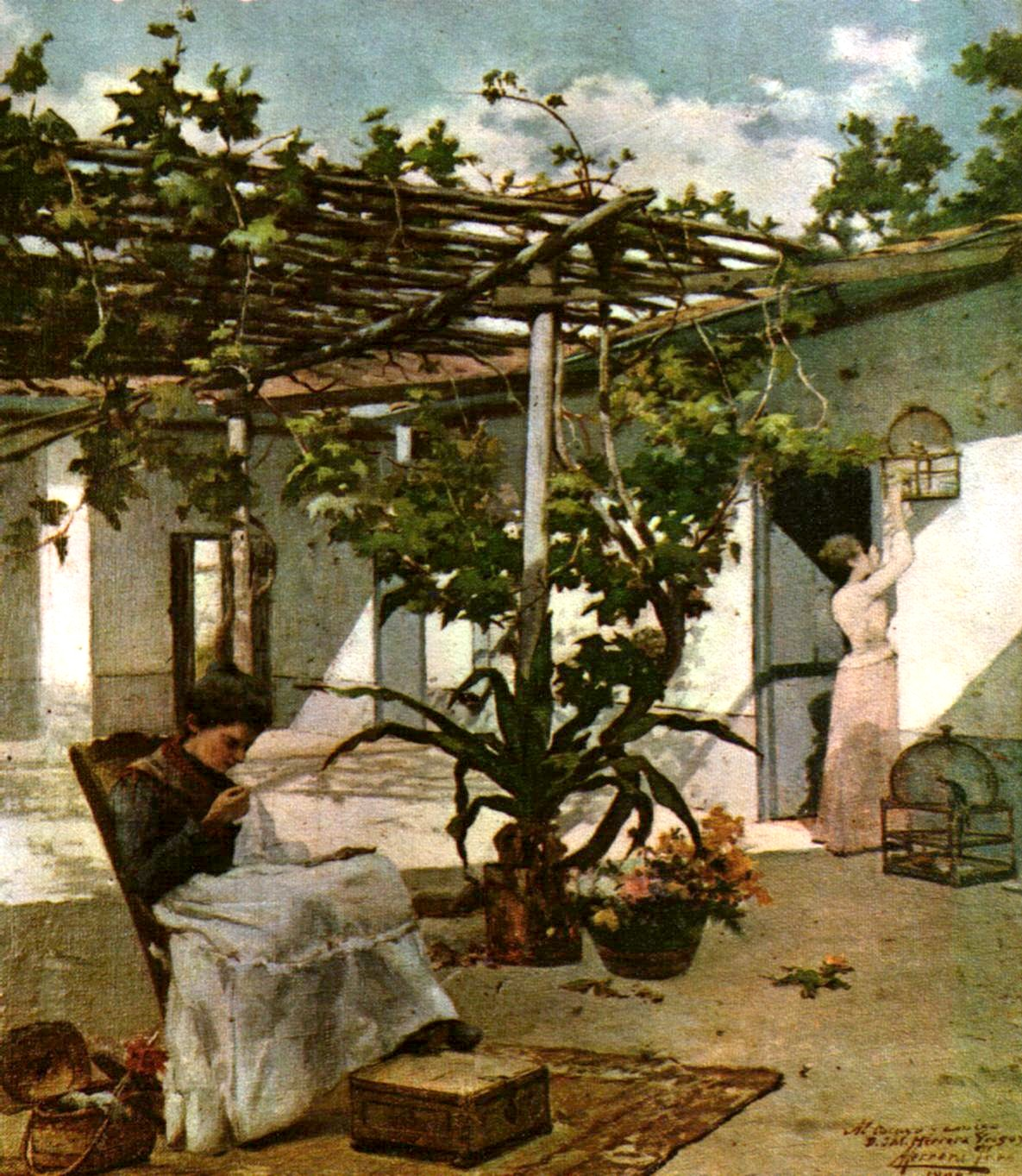